# アンソニー・フランシオサ
アンソニー・フランシオサ（Anthony Franciosa, 1928年10月25日 - 2006年1月19日）は、アメリカ合衆国の俳優である。全盛時にはトニー・フランシオサ（Tony Franciosa）の名で活動していた。

## 来歴
本名アンソニー・ジョージ・パパレオ（Anthony George Papaleo）。ニューヨーク州マンハッタンで、イタリア系の両親の間に生まれ、母とおばとに育てられる。芸名のフランシオサは、母の結婚前の名字である。
1948年にオフ・ブロードウェイのチェリー・レーン・テアトルに入る。俳優として一人前になるまでに、ウェイター、皿洗い、日雇い労働者、メッセンジャーボーイなどの様々な職につく。数年後に、ブロードウェイでの『夜を逃れて』の演技が絶賛され、トニー賞にノミネートされる。同作品が1957年に映画化された時、同じ役を演じ、アカデミー主演男優賞にノミネートされた。『群衆の中の一つの顔』や『長く熱い夜』をはじめ、その後いくつかの有名映画に出演する。米ABCで、1963年から1964年にかけて放送された『ザ・グレイティスト・ショー・オン・アース』にもゲスト出演し、同じ時期、やはりABCの、精神科を舞台とした医療ドラマ『ブレーキング・ポイント』にも出演した。
『ボナンザ』のプロデューサー、デビッド・ドルトートが、西部劇ドラマ『ハイ・シャパラル』で、キャメロン・ミッチェルの親友であり、甥でもあるマノリート・モントーヤの役を、フランシオサに振ろうと考えていた。ただし、ヘンリー・ダロウが遅刻したらという条件付きであり、ダロウがセットに時間通りに到着したため、フランシオサはモントーヤ役を演じることができなかった。
テレビでも『バレンタイン・デー』『ネーム・オブ・ザ・ゲーム』及びパイロット版の『死んだ女の住所録』、そして『マット・ヘルム』では主役を務め、アーロン・スペリング制作の『ファインダー・オブ・ロスト・ラブス』にも主演した。
私生活では4度の結婚をし、3度目の妻ジュディス・バラバンとの間に娘のニーナが、そして4番目にして最後の妻リタ・テイルとの間に2人の息子、マルコとクリストファーが生まれている。マルコは俳優であり、クリストファーは有機農業に携わっている。
晩年はロスアンジェルス西部のブレントウッドで暮らした。
2006年1月14日に脳こうそくで倒れ、19日にロナルド・レーガンUCLAメディカルセンターで77歳で死去した。14日は、かつての妻で、アカデミー賞女優でもあるシェリー・ウィンタースが亡くなった日でもあった。
トム・ウェイツが1992年に発表したアルバム『ボーン・マシーン』の10曲目「ゴーイン・アウト・ウエスト」でフランシオサの名前が使われている。

## 出演作品

### 映画
| 公開年 | 邦題 原題                                                       | 役名                       | 備考                            |
| ------ | --------------------------------------------------------------- | -------------------------- | ------------------------------- |
| 1957   | 夜を逃れて This Could Be the Night                              | トニー                     | ヴェネチア国際映画祭男優賞 受賞 |
| 1957   | 群衆の中の一つの顔 A Face in the Crowd                          | ジョーイ                   |                                 |
| 1957   | 野性の息吹き Wild Is the Wind                                   | ベネ                       |                                 |
| 1958   | 長く熱い夜 The Long, Hot Summer                                 | ジョディ                   |                                 |
| 1958   | 裸のマヤ The Naked Maja                                         | フランシスコ・デ・ゴヤ     |                                 |
| 1959   | 果てしなき夢 Career                                             | サム・ローソン             | ゴールデングローブ賞男優賞 受賞 |
| 1961   | 蒼い渚 Go Naked in the World                                    | ニック・ストラットン       |                                 |
| 1962   | ピリオド・オブ・アジャストメント Period of Adjustment           | ラルフ・ベイツ             |                                 |
| 1964   | リオ・コンチョス Rio Conchos                                    | フアン・ルイス・ロドリゲス |                                 |
| 1964   | マドリードで乾杯 The Pleasure Seekers                           | エミリオ                   |                                 |
| 1966   | ダイヤモンド作戦 A Man Could Get Killed                         | スティーヴ／アントニオ     |                                 |
| 1966   | クィーン・メリー号襲撃 Assault on a Queen                       | ヴィク                     |                                 |
| 1966   | スインガー The Swinger                                          | リク・コルビー             |                                 |
| 1967   | 空から赤いバラ Fathom                                           | ピーター・メリウェザー     |                                 |
| 1968   | 星のない用心棒 A Man Called Gannon                              | ギャノン                   |                                 |
| 1968   | 甘い暴走 The Sweet Ride                                         | コリー・ランソン           |                                 |
| 1968   | 魚雷特急 In Enemy Country                                       | チャールズ                 |                                 |
| 1971   | 山火事殺人計画/猛火!狙われた美人妻 The Deadly Hunt              | Ryab                       | テレビ映画                      |
| 1972   | 110番街交差点 Across 110th Street                               | ニック                     |                                 |
| 1974   | ピーター・セラーズのおとぼけパイレーツ Ghost in the Noonday Sun | ピエール・ロドリゲス       |                                 |
| 1974   | 真説西部英雄伝 This Is the West That Was                        | J.W. McCanle               | テレビ映画                      |
| 1975   | 新・動く標的 The Drowning Pool                                  | ブラウサード               |                                 |
| 1977   | 恐怖!蜘蛛の巣連続殺人 Curse of the Black Widow                  | マーク                     | テレビ映画                      |
| 1979   | リベンジャー Firepower                                          | チャールズ・フェリックス   |                                 |
| 1980   | スキャンドール La cicala                                        | Annibale Meneghetti        |                                 |
| 1982   | ロサンゼルス Death Wish II                                      | ハーマン・ボールドウィン   |                                 |
| 1982   | シャドー Tenebre                                                | ピーター・オニール         |                                 |
| 1982   | 悪魔の少女ジュリー Julie Darling                                | ハロルド                   |                                 |
| 1986   | 駅馬車 Stagecoach                                               | ヘンリー・ゲートウッド     | テレビ映画                      |
| 1987   | 地獄のデスプリズン Death House                                  | ヴィク・モレッティ         |                                 |
| 1989   | 偽りのジェラシー La morte è di moda                             | リッゾ                     |                                 |
| 1990   | バックストリート・ドリームズ Backstreet Dreams                  | アンジェロ                 |                                 |
| 1996   | 訣別の街 City Hall                                              | ポール・ザパッティ         |                                 |

### テレビシリーズ
| 放映年    | 邦題 原題                                     | 役名                     | 備考         |
| --------- | --------------------------------------------- | ------------------------ | ------------ |
| 1964-1965 | Valentine's Day                               | ヴァレンタイン・ファロー | 34エピソード |
| 1968-1970 | ネーム・オブ・ザ・ゲーム The Name of the Game | ジェフ・ディロン         | 17エピソード |
| 1972-1973 | プローブ捜査指令 Search                       | ニック・ビアンコ         | 8エピソード  |
| 1975-1976 | Matt Helm                                     | マット・ヘルム           | 14エピソード |
| 1984-1985 | Finder of Lost Loves                          | ケリー・マックスウェル   | 23エピソード |